# Caproni Vizzola F.6
Il Caproni Vizzola F.6 era un caccia monomotore monoplano ad ala bassa progettato dall'ufficio tecnico dell'azienda italiana Caproni e prodotto negli stabilimenti della consociata Caproni Vizzola di Vizzola Ticino, presso Varese, negli anni quaranta e rimasto allo stadio di prototipo.
Fu il primo velivolo di produzione italiana a volare equipaggiato con il motore tedesco Daimler-Benz DB 605 da 1 475 CV ed uno dei pochi ad utilizzare il motore sperimentale 24 cilindri ad X Isotta Fraschini Zeta RC.24/60.

## Storia

### Sviluppo
A seguito delle incoraggianti prestazioni ottenute nel Caproni Vizzola F.5 la direzione tecnica della Caproni Vizzola decide di adattare la cellula, già di derivazione del Caproni Vizzola F.4 a motore radiale, al nuovo motore Daimler-Benz DB 605 A da 1 475 PS (1 085 kW), caratterizzato dall'adozione del sistema MW 50 che permetteva di incrementare, per un periodo di tempo brevissimo, la potenza prodotta dal motore iniettando nei cilindri, oltre al carburante, una miscela composta al 50% da acqua e metanolo. Nel 1941, appena l'unità divenne disponibile, venne avviato il programma di sviluppo seguito con interesse dalla Regia Aeronautica.
Data la potenza di combattimento raggiungibile dal motore, in quella versione circa 1 800 PS (1 324 kW), l'ingegnere Fabrizio Fabrizi, in seguito coadiuvato dagli ingegneri Italo Baldassari e Carlo Riparbelli, ritenne di adeguare la struttura alle nuove prestazioni abbandonando la costruzione mista degli F.4 ed F.5, dotati di ala lignea, in favore di un progetto interamente metallico. Si decise inoltre di incrementare la potenza di fuoco, aggiungendo due ulteriori mitragliatrici Breda-SAFAT calibro 12,7 mm sulle ali, che si andavano ad aggiungere alle due identiche mitragliatrici posizionate in caccia davanti all'abitacolo sparanti attraverso il disco dell'elica. Per distinguerlo dal precedente prototipo ottenuto dalla modifica di un F.4 (ex MM.5932) al quale venne applicato un motore Daimler-Benz DB 601 da 1 175 PS (864 kW), identificato come F.5bis, F.5DB.601 o F.6 ala legno, al modello venne assegnata la designazione F.6M, con l'M che stava ad indicare metallico.

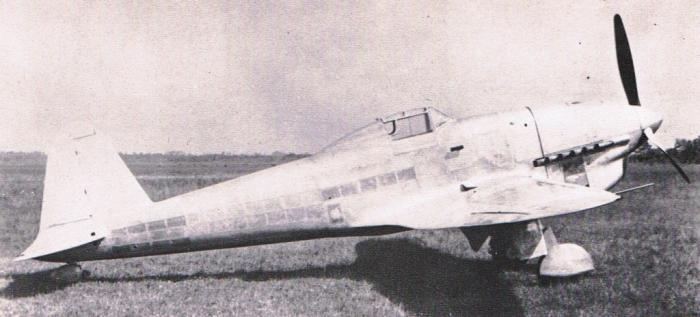
Il prototipo MM.481 ancora privo di verniciatura nella prima configurazione con radiatore posizionato sotto al motore.

Il prototipo, al quale venne assegnata la MM.481, venne portato in volo per la prima volta dal campo di volo aziendale a Vizzola Ticino, ai comandi del pilota collaudatore Carlo Antonelli, nel settembre 1941. Il velivolo presenta una presa d'aria dinamica di grandi dimensioni posizionata ventralmente al di sotto del cofano motore che conteneva i radiatori necessari al raffreddamento dei liquidi del motore V12. In seguito il circuito di raffreddamento venne modificato ed il pacco radiante venne posizionato in una gondola sotto la fusoliera in corrispondenza delle ali. In questa configurazione Antonelli riuscì a registrare una velocità di 570 km/h a 5 000 m ed un tempo di salita a 6 000 m pari a 5 min e 40 s, prestazioni inferiori ai modelli proposti da Fiat Aviazione, Aeronautica Macchi e Caproni Reggiane al concorso emesso dalla Regia Aeronautica per un caccia di "serie 5", rispettivamente Fiat G.55, Macchi M.C.205 e Reggiane Re.2005.

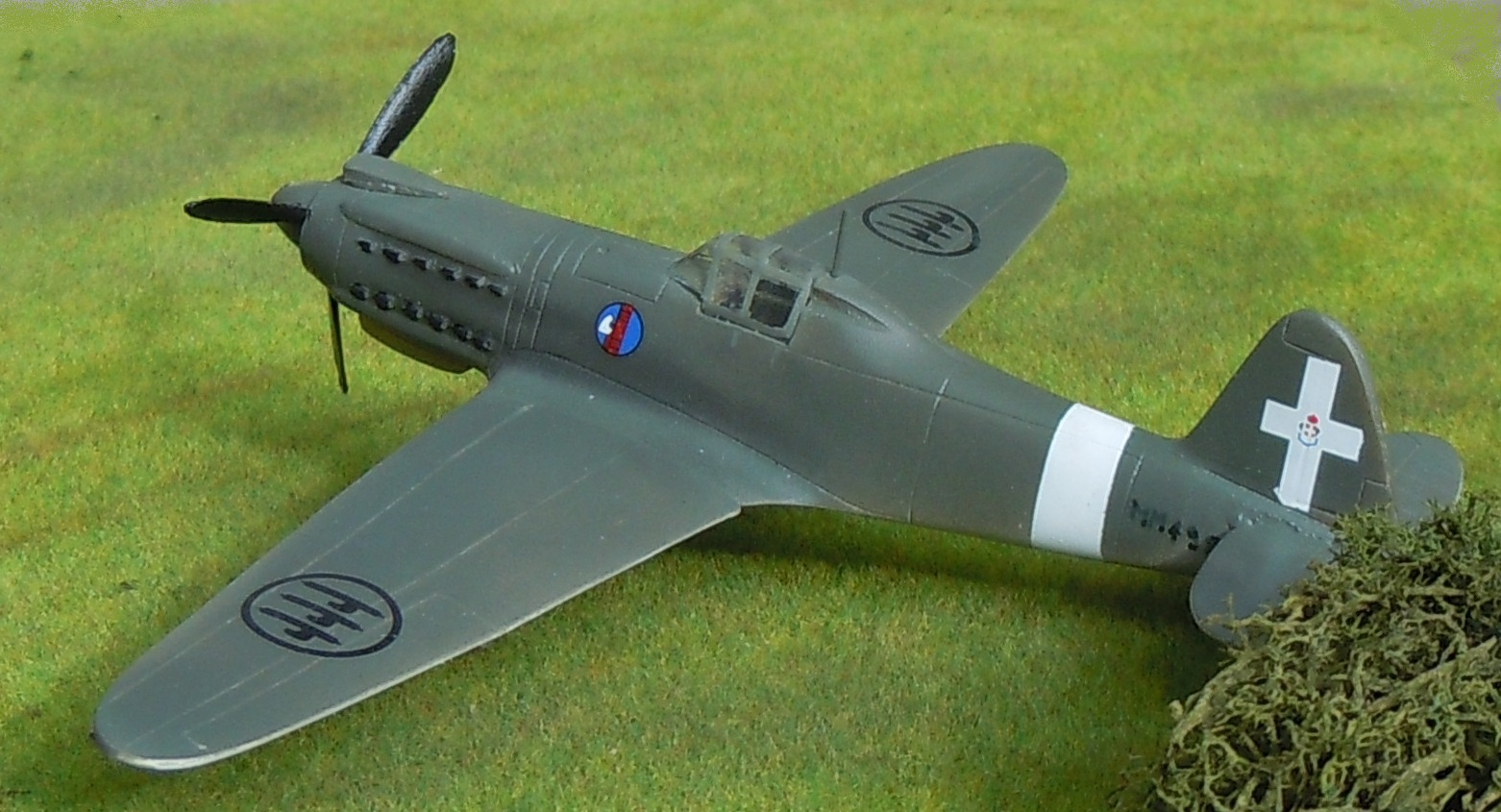
Modello in scala del Caproni-Vizzola F.6Z.

La Caproni, proprietaria oltre che degli stabilimenti di Vizzola Ticino anche del marchio Isotta Fraschini, in quel periodo stava sviluppando nuovi motori aeronautici scegliendo per le proprie unità di grande potenza la soluzione in linea con raffreddamento ad aria e decise di sfruttare lo sviluppo dell'F.6 per avviare un programma di test per il suo Isotta Fraschini Zeta ancora in fase sperimentale dall'insolita architettura 24 cilindri ad X, in grado di erogare una potenza nominale pari a 1 250 CV (919 kW). A questo scopo venne realizzato un nuovo prototipo, al quale venne assegnata la MM.498 e la designazione aziendale F.6MZ (o secondo altre fonti semplicemente F.6Z), che differiva esternamente dal precedente per una nuova cofanatura motore, che lasciava uscire la doppia fila di collettori di scarico per lato, e per l'assenza della presa d'aria ventrale, conseguenza dell'assenza dell'impianto di raffreddamento. Grazie al miglior coefficiente di resistenza aerodinamica il velivolo si auspicava avrebbe potuto raggiungere la velocità massima di 630 km/h, prestazione prevista in sede progettuale dall'ing. Fabrizi.
Le prove in volo, iniziate nell'agosto 1943, vennero affidate al pilota collaudatore Antonio Moda; però, a causa dall'impossibilità di far giungere ai cilindri posteriori un sufficiente flusso d'aria, la congenita tendenza del motore al pericoloso surriscaldamento impedì all'F.6MZ di allontanarsi dal campo volo. Nel settembre successivo, la firma dell'armistizio di Cassibile e l'instabilità che ne conseguì posero fine a qualsiasi altro tentativo di sviluppo ed il progetto venne abbandonato.

## Versioni
F.6
F.4 modificato (ex MM.5932), noto anche come F.5bis, F.5DB.601 o F.6 ala legno, dotato di nuova matricola militare MM.489, equipaggiato con un motore Daimler-Benz DB 601 e costruzione a cellula mista.
F.6M
F.6 modificato, dotato di nuova ala metallica ed equipaggiato con un motore Daimler-Benz DB 605
F.6MZ
F.6M equipaggiato con un motore Isotta Fraschini Zeta RC.25/60

## Utilizzatori
Italia
- Regia Aeronautica